# Le Bonhomme de neige (film, 2017)
Pour les articles homonymes, voir The Snowman.
Ne doit pas être confondu avec Le Bonhomme de neige (film, 1995).
Pour plus de détails, voir Fiche technique et Distribution.
Le Bonhomme de neige (The Snowman) est un thriller policier britannique réalisé par Tomas Alfredson, sorti en 2017. Il s'agit de l'adaptation du roman éponyme de Jo Nesbø, qui fait partie d'une série mettant en scène le personnage de Harry Hole.

## Synopsis
Le détective de la police d'Oslo Harry Hole n'est plus que l'ombre de lui-même. Alcoolique, il cherche un but à sa carrière. C'est alors qu'il rencontre une nouvelle recrue, Katrine Bratt, fraîchement mutée de Bergen. Elle enquête sur la disparition d'une femme mariée et mère d'une petite fille, dont l'écharpe est trouvée enveloppée autour d'un bonhomme de neige sinistre. Harry Hole, qui a par ailleurs reçu une mystérieuse lettre ornée d'un bonhomme de neige, s'intéresse aux investigations de  Katrine. Katrine et Harry vont alors découvrir que plusieurs femmes ont disparu dans des circonstances similaires.

## Fiche technique
Sauf indication contraire, les informations mentionnées dans cette section peuvent être confirmées par la base de données cinématographiques IMDb,  présente dans la section « Liens externes ».
- Titre original : The Snowman
- Titre français : Le Bonhomme de neige
- Réalisation : Tomas Alfredson
- Scénario : Hossein Amini, Peter Straughan et Søren Sveistrup, d'après le roman Le Bonhomme de neige de Jo Nesbø
- Musique : Marco Beltrami
- Direction artistique : Maria Djurkovic
- Photographie : Dion Beebe
- Montage : Claire Simpson et Thelma Schoonmaker
- Production : Tim Bevan, Eric Fellner, Peter Gustafsson et Robyn Slovo

Production déléguée : Martin Scorsese, Jo Nesbø, LIza Chasin et Niclas Salomonsson
- Sociétés de production : Another Park Film, Perfect World Picture et Working Title Films
- Sociétés de distribution : Universal Pictures International France (France)
- Budget : 35 millions de dollars[1]
- Pays de production :  Royaume-Uni
- Langue originale : anglais
- Format : couleur — 35 mm — 2,35:1
- Genres : thriller, policier, drame
- Durée : 119 minutes
- Dates de sortie : 
  - Royaume-Uni : 13 octobre 2017
  - États-Unis : 20 octobre 2017
  - France : 29 novembre 2017
- Interdit aux moins de 12 ans

## Distribution
- Michael Fassbender (VF : Jochen Häegele ; VQ : Patrice Dubois) : Harry Hole
- Rebecca Ferguson (VF : Laura Blanc ; VQ : Laurence Dauphinais) : Katrine Bratt
- Charlotte Gainsbourg (VF : elle-même ; VQ : Annie Girard) : Rakel Fauke
- Toby Jones (VF : Franck Capillery) : l'inspecteur Svensson
- Val Kilmer (VF : Philippe Vincent ; VQ : Gilbert Lachance) : Gert Rafto
- J. K. Simmons (VF : Philippe Dumond) : Arve Støp
- Chloë Sevigny (VF : Agathe Cemin) : Sylvia Ottersen / Ane Pedersen
- Sofia Helin (VF : Sabine Héraud) : la mère du petit garçon
- Genevieve O'Reilly (VF : Sophie Baranes) : Brite Becker
- Jonas Karlsson (VF : François Delaive ; VQ : Philippe Martin) : Mathias Lund-Helgesen
- Peter Dalle (VF : Franck Gourlat) : l'oncle Jonas
- David Dencik (VF : Guillaume Bourboulon) : Idar Vetlesen
- Silvia Busuioc la jolie fille
- Jakob Oftebro (VF : Jim Redler) : Magnus Skarre
- James D'Arcy (VF : Marc Arnaud) : Filip Becker
- Ronan Vibert (VF : Stéphane Bazin) : Gunnar Hagen
- Adrian Dunbar (VF : Nicolas Marié) : Frederik Aasen
- Jamie Clayton (VF : Isabelle Leprince) : Edda
- Michael Yates (VF : Théo Benhamour) : Oleg Fauke-Gosev
- Anne Reid : Mme Bendiksen
- Alec Newman : « Mould Man »

 Source et légende : version française (VF) sur RS Doublage
 Source et légende : version québécoise (VQ) sur Doublage.qc.ca

## Production

### Genèse et développement
En 2011, Martin Scorsese est pressenti pour adapter le roman norvégien Le Bonhomme de neige de Jo Nesbø, mais abandonne le projet deux ans plus tard,.
En 2014, après les refus des réalisateurs Morten Tyldum et Baltasar Kormákur, le suédois Tomas Alfredson, révélé par son film de vampires Morse, puis le film d'espionnage La Taupe, est engagé par Universal Studios pour mettre en scène le film. Scorsese est crédité en tant que producteur délégué.

### Attribution des rôles
En septembre 2015, Michael Fassbender est annoncé dans le rôle principal de l'inspecteur Harry Hole. Les mois suivants, Rebecca Ferguson et Charlotte Gainsbourg rejoignent le casting dans les rôles d'une jeune inspectrice et de l'ex-femme d'Harry Hole respectivement,.

### Tournage
Le tournage a lieu en Norvège à Rjukan dans le comté de Telemark, à Oslo, Bergen, Notodden et Drammen.
Johan Harnesk, spécialiste des effets visuels et de la neige au cinéma, a dû se procurer de la vraie neige, notamment pour le tournage de scène au printemps ainsi que le tournage en studio réfrigéré : « La température du studio était de moins cinq degrés pour que la neige puisse tenir et que le souffle des comédiens puisse être visible. On faisait venir la neige par camion depuis Holmenkollen, la célèbre station de ski au-dessus d’Oslo. Évidemment quand on stocke de la neige dans un camion, elle se densifie et se condense en blocs. Il fallait donc, à peine arrivé au studio, l’aérer et la tamiser ».

## Accueil

### Critiques
Les critiques américaines et françaises sont particulièrement virulentes envers le film, lui reprochant notamment une narration incompréhensible et chaotique. Le thriller a également obtenu un score de 7 % sur le site Rotten Tomatoes.
En France, les notes obtenues sont les suivantes : le site Allociné recense une moyenne des critiques presse de 1,7/5, et des critiques spectateurs à 2,2/5. Dans Le Monde, Thomas Sotinel reproche au film son « gâchis de talents » et le « rythme languissant du montage » tandis que Frédéric Mignard, sur le site aVoir-aLire.com, le qualifie de « navet sévère » et « d'accident industriel embarrassant ». Dans Positif, Philippe Rouyer déclare qu'il s'agit d'un « ratage » dont, notamment, « les incessants déplacements en voiture dont le cachet touristique échoue à escamoter les limites d'un suspense mou ». Selon Vincent Malausa, dans les Cahiers du cinéma, le récit est « démantibulé et franchement ridicule ».
Pour justifier les critiques désastreuses sur son film, le réalisateur Tomas Alfredson explique au micro du NRK, le réseau de radiodiffusion norvégien, que son film n'est tout simplement pas terminé : « Notre temps de tournage en Norvège était bien trop court, nous n’avions pas le scénario en entier avec nous et quand nous avons commencé le montage, nous avons découvert qu’il manquait beaucoup de passages (…) C’est comme quand tu fais un puzzle géant, qu’il manque quelques pièces pour voir la scène dans son ensemble »,.
Dans Première, Alfredon explique également que « le montage a été compliqué. On a fait plusieurs versions qui n’étaient pas satisfaisantes et Thelma Schoonmaker est arrivée à la fin pour nous aider à y voir plus clair ».
D'après le cinéaste, 10 à 15 % du scénario du Bonhomme de neige n'ont pas été tournés. Au moment du tournage, le script n'a pas été terminé, compliquant le tournage qui s'est déroulé en Norvège et qui a été trop court selon le réalisateur. Le film sorti en salles est donc inachevé, constitué de scènes incomplètes et d'un montage elliptique. De plus, certaines scènes présentes dans les bandes-annonces ne figurent pas dans le long métrage final.

### Box-office
| Pays ou région    | Box-office      | Date d'arrêt du box-office | Nombre de semaines |
| ----------------- | --------------- | -------------------------- | ------------------ |
| France            | 177 010 entrées |                            |                    |
| États-Unis Canada | 6 670 765 $     | 16 novembre 2017           | 4                  |
| Mondial           | 39 516 444 $    | -                          | -                  |